# Wilderness (comics)
Pour les articles homonymes, voir Wilderness.
Wilderness est un comic en deux volumes sur l'univers de la série Buffy contre les vampires. Le tome 1 est paru en juillet 2002, le tome 2 en septembre de la même année. Il s'intéresse principalement aux personnages de Willow Rosenberg et Tara Maclay, mais Dawn Summers y joue également un rôle important.
Ce comic book est coécrit par Amber Benson, l'interprète de Tara, et Christopher Golden.

## Contexte
On ne sait pas à quel moment l'histoire se déroule, néanmoins on peut supposer qu'il s'agit de quelques jours durant l'été, soit au tout début de la saison 5 de la série, en se fiant aux personnages présents et aux coupes de cheveux.
Ainsi, Willow & Tara sont en couple, Dawn s'entend très bien avec elles et les idéalise.

## Synopsis

### Tome 1
Tara et Willow partent en excursion avec Dawn, excitée à l'idée de s'éloigner de Sunnydale avec deux sorcières. Elles se rendent à la maison Anson, supposée hantée. Dawn s'y précipite tête baissée, en traînant les sorcières avec elle.
Lorsqu'elles entrent dans la maison, elles se retrouvent sur le porche, comme si elles en sortaient. Willow voudrait inverser le sort qui protège la maison, mais elles se heurtent aux avis de Tara et Dawn. Les trois filles repartent donc. 
Elles mangent dans un snack. En ville, les habitants luttent contre la déforestation. Un homme dans le fast-food leur explique qu'il est prévu de couper des arbres de centaines d'années. Dawn est révoltée et désire signer la pétition. Les filles lui disent que ce n'est pas si grave mais Dolores, une habitante les détrompe. Elle jure que son mari s'est fait tuer par la forêt à cause de ce plan. Une autre personne confirme que le mari de Dolores est mort dans les bois, mais c'était un accident. Willow et Tara sont intriguées. 
Willow décide d'aller voir ce qu'il en est, même si Tara pense que ce ne sont que des contes pour sauver la forêt. Elles pénètrent dans la difficulté toutes les trois et il fait soudain nuit. Elles avancent malgré tout et se font repérer par un policier qui veut les arrêter. Mais un animal de la forêt s'en prend au garde forestier. Celui-ci meurt avant que Willow ne réussisse à éloigner le cerf. La sorcière rousse veut ramener Dawn à l'hôtel, mais elles n'ont pas le temps.
En continuant, elles se font attaquer par des loups et des chouettes. Willow et Tara parviennent de nouveau à les faire fuir grâce à la magie, néanmoins Dawn est légèrement blessée à l'épaule. 
Willow appelle la personne qui est derrière le contrôle de la forêt. Une petite fée violette arrive et lui dit qu'elle devrait avoir honte d'elle, qu'elle n'est pas une bonne sorcière. Tara et Willow tente d'expliquer à la fée (et aux autres apparues depuis) qu'elles veulent protéger la forêt mais pas au prix de vies humaines.
Quelque chose attaque alors Tara par surprise. Willow ne peut agir magiquement, elle menace les fées de toutes les tuer s'il arrive quoi que ce soit à Tara. Elle est donc relâchée et les trois filles sont amenées à Altar, le cœur de la forêt, le roi des fées. En les escortant, les fées révèlent involontairement qu'elles travaillent pour Jack... Le roi de la forêt.
Les animaux sortent de nulle part, de même que des êtres magiques (centaures, nains...) et entourent les filles. Arrive alors Jack, un homme bleu, entouré de racine, qui semble puissant. Tara reconnaît la créature et semble effrayée. Jack dit que les sorcières ne sont bonnes qu'à brûler. Willow s'énerve après lui car il utilise d'innocentes créatures pour tuer, ce qui est mal. Jack lui saute dessus, toutes griffes dehors pour la tuer à son tour...

### Tome 2
Willow l'évite de justesse. Tara demande à Dawn d'aller se mettre à l'abri le plus vite possible. Les deux sorcières se battent avec difficulté contre Jack : il contrôle toute la forêt. 
Pendant que le combat fait rage, Dawn explique aux fées que c'est une erreur, que les filles veulent seulement aider et arrêter les meurtres. Tara et Willow sont en difficultés et expliquent à Jack qu'ils se trompent, en donnant pour preuve que le cœur de la forêt, Altar, ne l'aide même pas. Dawn demande aux fées d'aider Tara & Willow, qui protégeront l'Altar.
Jack s'en prend à Tara en utilisant des racines qui la traîne loin de Willow, Tara parvient à s'échapper, mais Willow fait une très mauvaise chute. Dawn, effrayée, intervient et tente d'arrêter Jack. Mais celui-ci incite la forêt à faire la guerre. Les fées s'en prennent à lui.
Jack disparaît subitement après une menace et les filles décident de quitter la forêt, et surtout de ne rien dire à Buffy en rentrant. Le soleil se lève, Dawn ne comprend pas et Tara lui dit que dans les bois, le temps est toujours bizarre. Willow annonce qu'elles n'ont d'autre choix que de stopper Jack.
Les bûcherons découvrent le corps du garde forestier tué et commence à s'inquiéter pour leur propre sort. L'un d'eux réalise que ce qu'ils font, détruire pour détruire, est mal, mais il n'a pas le choix il a besoin de sa paye. Ils sont soudainement attaqués par des racines et des créatures de la forêt maîtrisées par Jack. Les bûcherons se font massacrés jusqu'à l'arrivée de Tara et Willow.
Elles essayent de raisonner Jack, en vain. Le combat de la nuit reprend ; Dawn fait partir les bûcherons. Le combat est acharné, mais les filles ne veulent pas tuer Jack. Elles parviennent à le geler un temps, mais il s'en sort et s'attaque à Tara. Willow énervé le repousse et l'envoie se fracasser en plusieurs morceaux sur une pierre. Tara est déçue de Willow qui ne l'a pas écoutée : il ne fallait surtout pas tuer Green Jack. Mais la rousse lui dit qu'elle n'avait pas le choix.
Néanmoins, Green Jack réapparaît de nulle part et leur saute dessus. Sans attendre elles le font exploser magiquement.
Un peu plus loin dans les bois, Dawn entourée des fées, pleure. Tara et Willow arrivent. Tara explique qu'elles ne peuvent arrêter les bûcherons mais qu'elles protégeront le cœur de la forêt. Willow fait oublier aux créatures ce qu'il s'est passé.
Plus tard, les filles sont sur le chemin du retour et s'arrêtent à nouveau à la maison Anson. Cette fois Tara comprend comment le sort a été jeté. Elles retournent dans la forêt et protège le cœur de la forêt avec le même sort, pendant que Dawn explique au fée la situation, et que seul le cœur de la forêt peut permettre aux humains d'entrer dans la forêt.
Cette fois, les filles rentrent chez elles. Tara espère que le prochain Greenjack sera plus sympathique. On voit alors une jeune pousse dans la forêt, écrasé par un bûcheron...

## Écriture et publication
Amber Benson coécrit cet épisode de la vie de son personnage. Ce n'est pas la seule actrice du Buffyverse à s'impliquer autant dans la création de son personnage. Ainsi, Alexis Denisof qui interprète Wesley a également participé à la caractérisation de son rôle.
Il existe un second comic, précédant ceux-ci, centré sur le couple Willow/Tara et coécrit par Amber Benson. Il s'agit de Wannablessedbe  qui se déroule durant la saison 4, lors du cross-over entre Buffy et Angel.